# Johnny Jose
Juan Maria Johnson Jose, Jr, plus connu sous le nom de Johnny Jose, né le 8 août 1938 et mort le 23 octobre 2018 à Taguig, est un joueur de tennis philippin, principalement actif entre 1955 et 1964.

## Carrière
Ayant débuté le tennis à l'âge de 6 ans, Johnny Jose a atteint dans sa jeunesse les demi-finales du tournoi de Wimbledon junior. Durant ses études à l'Université de La Salle à Manille, il décroche une licence de sciences en génie chimique. Il est introduit au DLSAA Sports Hall of Fame en 1996.
Johnny Jose est surtout connu pour avoir remporté la médaille d'or en simple aux Jeux asiatiques organisés à Jakarta en 1962 où il bat Atsushi Miyagi en finale. Il obtient également la médaille d'argent en double avec Raymundo Deyro. Quatre années auparavant à Tokyo, il remportait l'argent par équipe et en double avec Miguel Dungo, ainsi que le bronze en simple.
Il a eu l'occasion de s'illustrer au sein de l'équipe des Philippines de Coupe Davis où il côtoie les champions Felicisimo Ampon et Raymundo Deyro dès 1955. En 1957, il participe aux rencontres interzones contre l'Italie, puis en 1960, au même stade de la compétition, il prend un set à Butch Buchholz lors du deuxième simple à Brisbane (5-7, 6-1, 6-0, 6-2). Lors de sa dernière campagne en 1964, il envoie son équipe dans les phases finales grâce à sa victoire dans le 5e match décisif sur l'indien Premjit Lall (6-4, 8-6, 3-6, 6-4). Contre les suédois en demi-finale interzone à Båstad, il échoue face à Jan-Erik Lundqvist (6-1, 3-6, 6-1, 6-0) puis la paire Lundqvist/Schmidt. Il prend sa retraite internationale à l'issue de la rencontre. Il s'est aussi distingué dans la compétition pour avoir battu à trois reprises le champion japonais Osamu Ishiguro. En 9 ans de présence dans l'équipe, il a participé à 21 rencontres et a gagné 20 matchs pour 22 défaites.
Johnny Jose a dominé le tennis philippin au début des années 1960. Cependant, il n'a pas beaucoup brillé dans les compétitions internationales, remportant seulement le championnat de Malaisie à deux reprises et a disputant la finale des championnats des Philippines en 1961 et 1963.
Après sa carrière, il a occupé pendant de longues années le poste d'entraîneur national de l'équipe féminine des Philippines, puis de capitaine de l'équipe de Coupe Davis entre 2002 et 2005. En septembre 2013, pour son engagement dans la compétition, il reçoit un Davis Cup Commitment Award en même temps que Johnny Arcilla.
Le 25 janvier 2016, il fait partie des athlètes récompensés par la commission des sports des Philippines au Philippine Sport Hall Of Fame. Quelques jours plus tard, lors d'une visite officielle de l'empereur Akihito et de son épouse au Palais de Malacañan, ces derniers ont souhaité rencontrer Johnny Jose, alors en fauteuil roulant et presque aveugle. L'impératrice Michiko s'est souvenu avoir joué au tennis avec lui lorsque l'équipe philippines de Coupe Davis s'est déplacée à Tokyo à la fin des années 1950.
Il meurt des suites d'une longue maladie à l'hôpital St. Luke de Bonifacio Global City à Taguig, laissant une femme, Olivia, et cinq filles.

## Parcours dans les tournois duGrand Chelem

### En simple
| Année | Open d'Australie | Open d'Australie | Internationaux de France | Internationaux de France | Wimbledon | Wimbledon | US Open         | US Open         |
| ----- | ---------------- | ---------------- | ------------------------ | ------------------------ | --------- | --------- | --------------- | --------------- |
| 1955  | —                | —                | —                        | —                        | —         | —         | 1er tour (1/64) | Richard Raskind |

N.B. : à droite du résultat se trouve le nom de l'ultime adversaire.